# Metaleurodicus griseus
Metaleurodicus griseus là một loài côn trùng cánh nửa trong họ Aleyrodidae, phân họ Aleurodicinae.
Metaleurodicus griseus được Dozier miêu tả khoa học đầu tiên năm 1936.